# Creatonotos orientalis
Creatonotos orientalis är en fjärilsart som beskrevs av Rothschild 1914. Creatonotos orientalis ingår i släktet Creatonotos och familjen björnspinnare. Inga underarter finns listade i Catalogue of Life.